# Roman Aftanazy

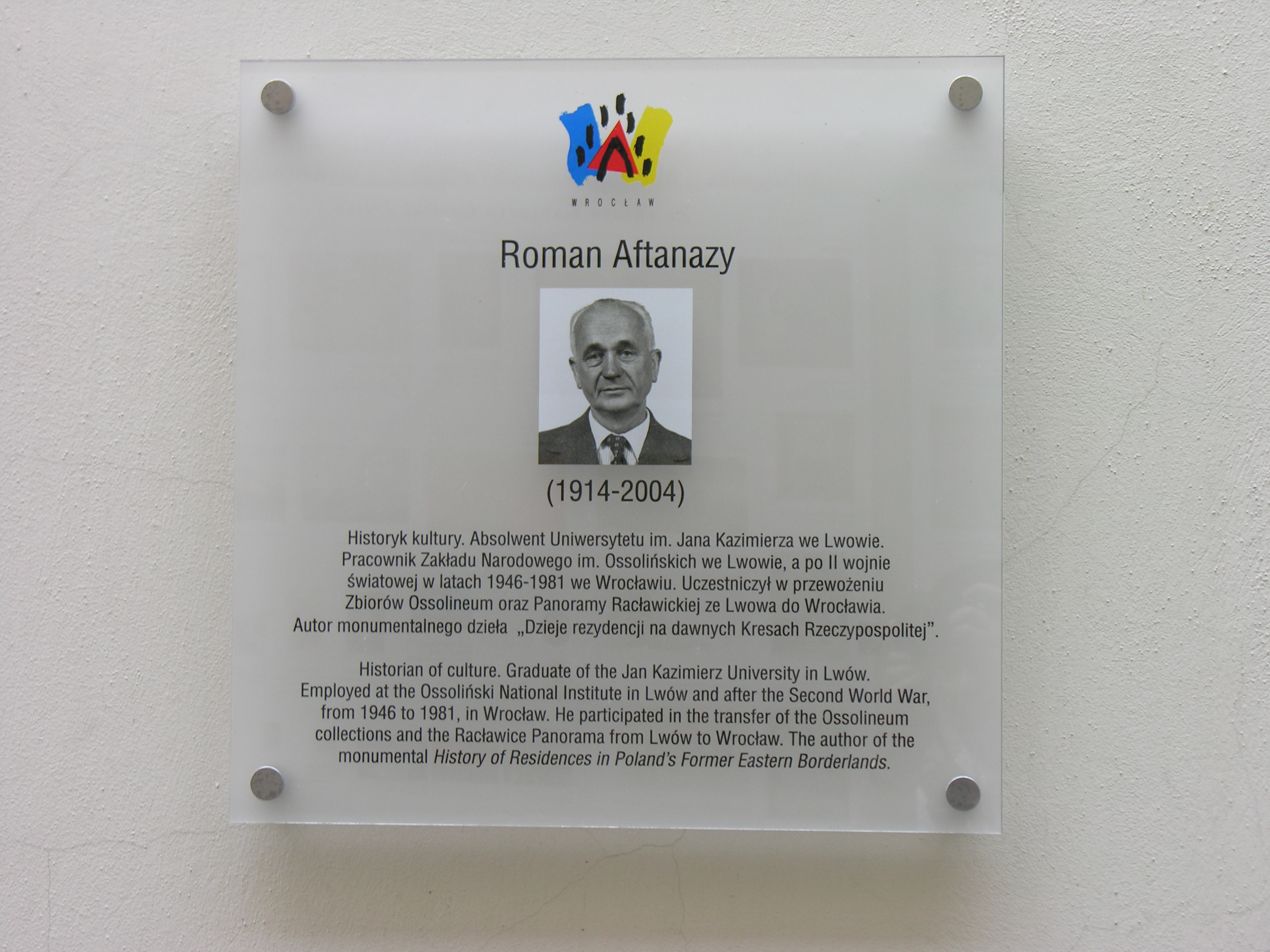
Tablica SIM we Wrocławiu poświęcona Aftanazemu (2009)

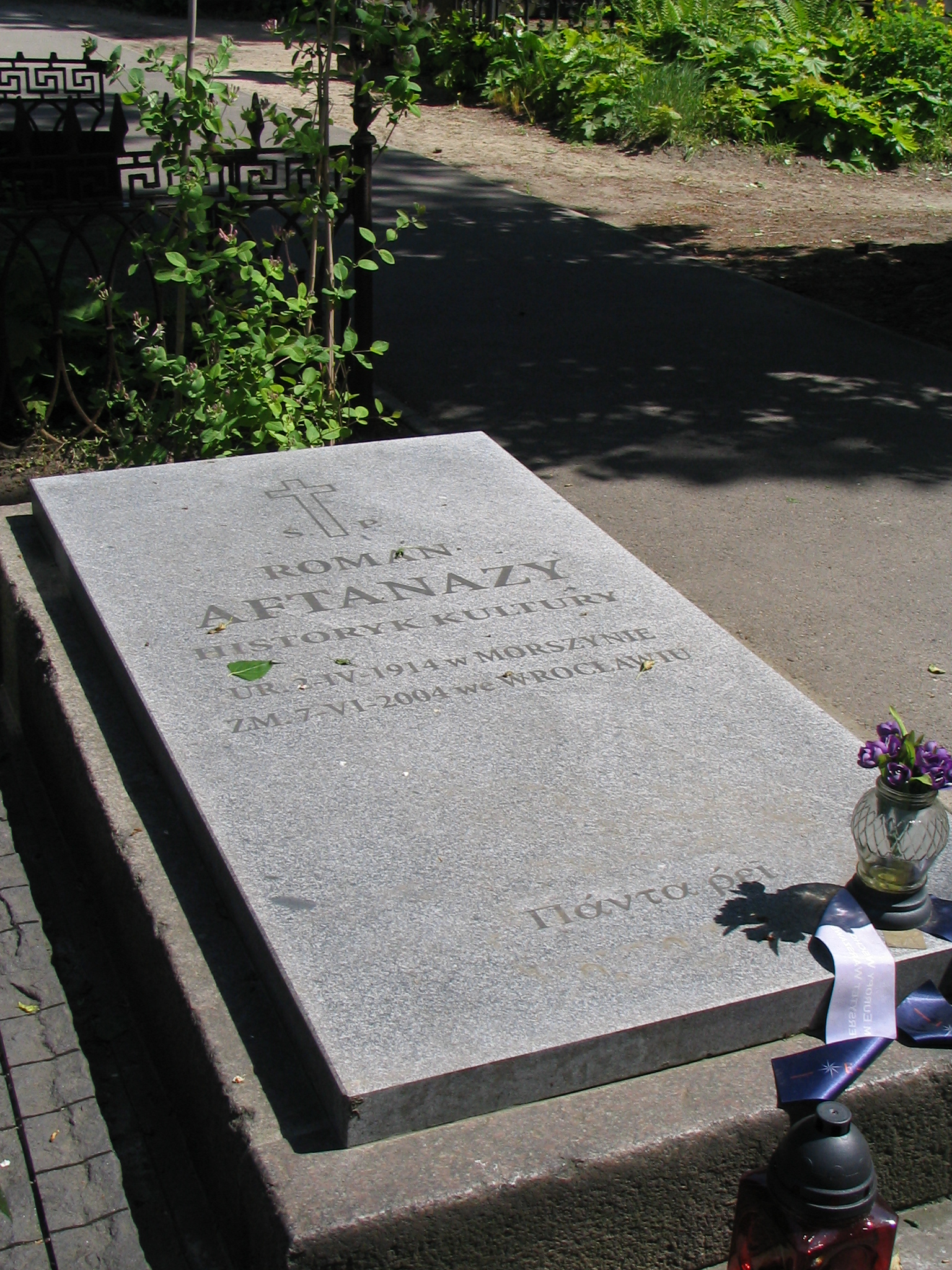
Grób Aftanazego na cmentarzu Powązkowskim w Warszawie (2008)

Włodzimierz Roman Aftanazy, właśc. Aftanaziw (ur. 2 kwietnia 1914 w Morszynie, zm. 7 czerwca 2004 we Wrocławiu) – polski historyk, bibliotekarz, autor monumentalnej monografii Dzieje rezydencji na dawnych kresach Rzeczypospolitej (1991–1997).

## Życiorys
Roman Aftanazy urodził się 2 kwietnia 1914 w Morszynie w rodzinie Jana, urzędnika kolejowego, i Olimpii z domu Kraśnik. Pierwotnie używał nazwiska „Aftanaziw”. Szkołę powszechną ukończył w Morszynie, a następnie uczęszczał do I Państwowego Gimnazjum im. Marszałka Józefa Piłsudskiego w Stryju, które ukończył w 1935. W 1935 podjął studia humanistyczne w zakresie historii na Wydziale Humanistycznym Uniwersytetu Jana Kazimierza we Lwowie, których formalnie nie ukończył ze względu na wybuch II wojny światowej. Kontynuował jednak studia na tajnych kompletach w ramach podziemnego UJK i zakończył je w 1942. Tytuł magistra historii uzyskał formalnie już po II wojnie światowej, w 1946 na Wydziale Humanistycznym Uniwersytetu i Politechniki Wrocławskiej, na podstawie pracy Szkolnictwo polskie w czasach Księstwa Warszawskiego 1807–1815, którą przygotowywał jeszcze przed wojną pod kierunkiem Stanisława Łempickiego.
Od stycznia 1940 pracował w Zarządzie Zdrojowym w Morszynie, początkowo fizycznie, następnie jako urzędnik. Od kwietnia 1944 pracował w Bibliotece Ossolineum we Lwowie, początkowo jako wolontariusz, od sierpnia 1944 na etacie bibliotekarza. Wiosną 1944 uczestniczył w zabezpieczaniu zbiorów przed bombardowaniami, w tym przenoszeniu ich do podziemi kościoła Dominikanów.
W styczniu 1945 został aresztowany w ramach akcji masowych aresztowań polskiej inteligencji Lwowa pod zarzutem działalności antyradzieckiej i osadzony w więzieniu przy ul. Łąckiego. Po ciężkim śledztwie został w maju 1945 wypuszczony, powrócił następnie do pracy w Bibliotece Ossolineum. Po powrocie do pracy uczestniczył w selekcji zbiorów, które miały być przesłane do Polski, pomagał także Mieczysławowi Gębarowiczowi w przygotowanej wraz z dominikanami lwowskimi akcji potajemnego przewożenia do Polski części niezinwentaryzowanych zbiorów Ossolineum.
W kwietniu 1946 wyjechał w ramach akcji wysiedlania ludności polskiej ze Lwowa i zamieszkał we Wrocławiu, tam od 1 czerwca 1946 był zatrudniony w Bibliotece Uniwersyteckiej. W lipcu 1946 był członkiem delegacji, która odebrała w Przemyślu przekazane Polsce zbiory Ossolineum, Panoramę Racławicką oraz zbiory kilku muzeów lwowskich i kijowskich, w podobnej misji uczestniczył w marcu 1947. W maju 1948 zdał egzamin na stanowisko I kategorii w państwowej służbie bibliotecznej, od czerwca 1948 był pracownikiem Biblioteki Zakładu Narodowego im. Ossolińskich we Wrocławiu, chociaż pracownikiem Biblioteki Uniwersyteckiej był formalnie do października 1948.
W styczniu 1949 został mianowany kustoszem Biblioteki ZNiO, od kwietnia 1949 kierował Działem Gromadzenia i Uzupełniania Zbiorów, na tym stanowisku pozostał do przejścia na emeryturę w listopadzie 1981. Do połowy lat 70. osiągnął cel w postaci uzupełnienia zbiorów o najważniejsze publikacje humanistyczne wydane do 1939, a zbiory Biblioteki były uznawane za porównywalne ze zbiorami Biblioteki Narodowej i Biblioteki Jagiellońskiej. W 1982 został uhonorowany okolicznościową publikacją Włodzimierz Roman Aftanazy w Bibliotece Ossolineum, do końca 1987 pracował jeszcze w Dziale Gromadzenia Zbiorów w niepełnym wymiarze godzin.
Zmarł 7 czerwca 2004 we Wrocławiu. Został pochowany na cmentarzu Powązkowskim w Warszawie (kwatera 25 wprost-4-12).
Zgromadzona przez niego dokumentacja znajduje się w Dziale Rękopisów i Gabinecie Grafiki Biblioteki ZNiO we Wrocławiu.

## Praca naukowa
Przez całe dorosłe życie zbierał materiały do monograficznego opracowania dziejów polskich dworów i pałaców szlacheckich na Kresach Wschodnich. W okresie międzywojennym zajął się opisywaniem polskich dworów i pałaców w granicach z 1772, jeżdżąc od miejscowości do miejscowości, fotografując i zbierając informacje. Łącznie do 1939 wykonał zdjęcia ok. 70 rezydencji. Pod pseudonimem Ksawery Niedobitowski opublikował w kilku popularnych pismach, m.in. Ilustrowany Kurier Codzienny, „Światowid”, As, co najmniej kilkanaście artykułów. Po II wojnie światowej rozszerzył swoje zainteresowania na cały obszar dawnych ziemi wschodnich Rzeczypospolitej szlacheckiej. Początkowo swoją pracę traktował jako hobby, jednak następnie przystąpił do gromadzenia materiałów do planowanej monografii. Dla celów dokumentacyjnych opracował ankietę, którą następnie rozsyłał w środowiskach ziemiańskich na całym świecie. Pod koniec lat 50. miał już przygotowane opracowania poświęcone zamkom, dworom i pałacom Wołynia i Podola, ostatecznie w 1957 opublikował jedynie w Roczniku Zakładu Narodowego imienia Ossolińskich artykuł Architekt Merk i jego dzieła. Przyczynek do dziejów architektury klasycznej w Polsce, obejmujący dwa rozdziały pracy poświęconym dworom wołyńskim. Na przeszkodzie w wydaniu większej całości stanęły względy cenzuralne. Sam autor swoje prace kontynuował w czasie wolnym, finansując je z własnych środków.
Stopniowo praca R. Aftanazego stawała się znana w środowisku polskich historyków sztuki. Jako pierwszy propozycję wydania jej drukiem wysunął Tadeusz Chrzanowski. W 1984 jego zbiory zobaczył Stanisław Mossakowski, ówczesny dyrektor Instytutu Sztuki PAN, który zdecydował o wydaniu drukiem zebranych materiałów. Od 1986 nakładem IS PAN, dzięki finansowej pomocy Andrzeja Ciechanowickiego wydawano w technice tzw. małej poligrafii i nakładzie 500 egzemplarzy serię zatytułowaną Materiały do dziejów rezydencji (w tytule celowo pominięto zakres terytorialny serii). Jej redaktorem został Andrzej Baranowski. Po upadku komunizmu nakład podwyższono do 1000 egzemplarzy, a cała seria w 11 tomach (22 woluminach) ukazała się do 1993. W latach 1991–1997 drugie, poprawione i uzupełnione wydanie ukazało się nakładem Wydawnictwa ZNiO pod tytułem Dzieje rezydencji na dawnych kresach Rzeczypospolitej.

## Publikacje
- Materiały do dziejów rezydencji. Wyd. Instytut Sztuki PAN, 1986–1994 (11 tomów w 22 woluminach)
- Dzieje rezydencji na dawnych kresach Rzeczypospolitej. Wydawnictwo Ossolineum, Wrocław 1991–1997 (recenzja -link zewnętrzny ).
- biogramy Emanuela Małyńskiego i Wacława Mańkowskiego w Polskim Słowniku Biograficznym (1974)

## Nagrody i wyróżnienia
- honorowe członkostwo Stowarzyszenia Konserwatorów Zabytków (1987)[21]
- Dolnośląska Nagroda „Solidarności” (1987)[22]
- Nagroda Ministra Kultury i Sztuki i Stowarzyszenia Konserwatorów Zabytków (1990)[22]
- Nagroda Naukowa PAN (1990)[22].
- Nagroda Polskiego Towarzystwa Naukowego na Obczyźnie w Londynie (1990)[22]
- Nagrody Fundacji im. Jerzego Łojka przy Instytucie Józefa Piłsudskiego w Nowym Jorku (1993)[21].
- Nagroda Rady Miejskiej Wrocławia (1993)[22]
- Złoty Medal Opiekuna Miejsc Pamięci Narodowej nadany przez Radę Ochrony Pamięci Walk i Męczeństwa (1993)[21]
- Nagroda im. Włodzimierza Pietrzaka (1994)[21]
- Nagroda Fundacji na rzecz Nauki Polskiej (1994)[22]
- Nagroda Fundacji im. Władysława i Nelli Turzańskich (1995)[21]
- Nagroda „Przeglądu Wschodniego” (1995)[21]
- członkostwo honorowe Polskiego Towarzystwa Ziemiańskiego (1998)[21]
- doktorat honoris causa Niezależnego Kolegium Białoruskiego w Mińsku (2000)[21]
- Nagroda Kustosz Pamięci Narodowej – pośmiertnie (2014)[23]

## Odznaczenia
- Złoty Krzyż Zasługi (1956)[12]
- Krzyż Kawalerski Orderu Odrodzenia Polski[12]
- Krzyż Komandorski Orderu Odrodzenia Polski (12 grudnia 1994, postanowieniem prezydenta RP Lecha Wałęsy  w uznaniu wybitnych zasług dla kultury narodowej)[24]